# Кірхдорф (Берн)
Кірхдорф (нім. Kirchdorf BE) — громада  в Швейцарії в кантоні Берн, адміністративний округ Берн-Міттельланд.

## Географія
Громада розташована на відстані близько 17 км на південний схід від Берна.
Кірхдорф має площу 14,6 км², з яких на 8,3% дозволяється будівництво (житлове та будівництво доріг), 74% використовуються в сільськогосподарських цілях, 16,5% зайнято лісами, 1,2% не є продуктивними (річки, льодовики або гори).

## Демографія
2019 року в громаді мешкало 1829 осіб (+18,2% порівняно з 2010 роком), іноземців було 6,1%. Густота населення становила 125 осіб/км².
За віковим діапазоном населення розподілялося таким чином: 19,7% — особи молодші 20 років, 62,2% — особи у віці 20—64 років, 18,2% — особи у віці 65 років та старші. Було 796 помешкань (у середньому 2,3 особи в помешканні).
Із загальної кількості 580 працюючих 214 було зайнятих в первинному секторі, 120 — в обробній промисловості, 246 — в галузі послуг.